# Hepstedter Büsche
Die Hepstedter Büsche sind ein Naturschutzgebiet in der Gemeinde Hepstedt in der Samtgemeinde Tarmstedt im Landkreis Rotenburg (Wümme).

## Allgemeines
Das Naturschutzgebiet mit dem Kennzeichen NSG LÜ 320 ist rund 108 Hektar groß. Es ist nahezu deckungsgleich mit dem gleichnamigen FFH-Gebiet. Im Westen und Südosten grenzt das Naturschutzgebiet an das Landschaftsschutzgebiet „Ummel/Dickes Holz“, im Geltungsbereich der Naturschutzverordnung ersetzt es das Landschaftsschutzgebiet. Das Gebiet steht seit dem 1. Dezember 2017 unter Schutz. Zuständige untere Naturschutzbehörde ist der Landkreis Rotenburg (Wümme).

## Beschreibung
Das Naturschutzgebiet liegt westlich von Zeven zwischen Breddorf und Hepstedt im Westen der Zevener Geest. Es stellt einen Buchen- und Eichen-Mischwald auf schwach staufeuchten, sandigen Standorten unter Schutz. Vorherrschende Baumarten sind Rotbuche, Stiel- und Traubeneiche. Weitere Waldgesellschaften im Schutzgebiet sind Nadelwaldkomplexe aus Europäischer Lärche und kleinere Nadelforste aus Fichte, Douglasie und Küstentanne. Standortfremde Waldgesellschaften sollen langfristig in standorttypische Waldgesellschaften umgewandelt werden.
Das Schutzgebiet ist Lebensraum für eine artenreiche Flora und Fauna, darunter auch gefährdete Pflanzenarten. So wurden in den Hepstedter Büschen Großer Odermennig, Schönes Johanniskraut und Eichenfarn sowie die Flechte Schriftflechte nachgewiesen.
Die Hepstedter Büsche gehören der Anstalt Niedersächsische Landesforsten, die den Wald forstwirtschaftlich bewirtschaftet. Ein Teilbereich unterliegt als Naturwald keiner forstwirtschaftlichen Nutzung.
Durch das Schutzgebiet verlaufen mehrere Forstwege. Die Kreisstraße 114 zwischen Breddorf und Hepstedt durchquert das Gebiet. Das Waldgebiet ist vollständig von landwirtschaftlichen Nutzflächen umgeben.